# Sticky Fingers (gruppo musicale)
Gli Sticky Fingers sono una band rock reggae / indie formata nel 2008 a Sydney, in Australia. Il loro terzo album Westway (The Glitter & the Slums) ha raggiunto il primo posto nell'Australian Albums Chart. Il 5 dicembre 2016 la band ha annunciato che sarebbero entrati in una pausa indefinita a febbraio, a causa di diversi problemi interni.  Il 26 marzo 2018, la band ha annunciato il ritorno tramite il suo account Instagram.

## Storia
La band si è formata dopo che Cornwall e Best hanno visto Frost suonare fuori dal Coopers Hotel a Newtown.
Nel 2009, gli Sticky Fingers hanno suonato il loro primo spettacolo dal vivo e hanno pubblicato il loro EP di debutto intitolato Helping Hand. L'EP mette in mostra il primo suono di Sticky Fingers, che è ispirato principalmente dal reggae, e include le canzoni Inspirational e Juicy Ones che sono state successivamente ri-registrate per il loro EP Extended Play. L'EP attribuisce a Taras Hrubyj-Piper il lavoro di chitarra e tastiera, così come Caroline De Dear e il rapper Mute Mc per il lavoro vocale nella canzone Lyrical Stoka. Gli Sticky Fingers hanno pubblicato l'EP Extended Play nell'ottobre 2010 (tramite sureshaker) e l'EP acustico Happy Endings nell'ottobre 2011. Dopo che le loro domande per suonare al Newtown Festival sono state respinte in due occasioni consecutive, nel 2010, gli Sticky Fingers hanno allestito il proprio palco fai-da-te nel cortile di un amico nelle vicinanze, il giorno del festival. La performance ha attirato l'attenzione dei promoters, in particolare del produttore Dan Hume, che produrrà i loro prossimi 3 dischi. Gli Sticky Fingers sono stati anche protagonisti del Newtown Festival l'anno successivo.
Caress Your Soul, l'album di debutto della band, è stato pubblicato nel marzo 2013 e ha raggiunto il numero 39 nella Australian Albums Chart. Il secondo album della band, Land of Pleasure, raggiunse il numero 3 nella Australian Albums Chart quando uscì nell'agosto 2014. La band non ha solo guadagnato popolarità in Australia, ma è diventata popolare in paesi come Francia, Germania, Nuova Zelanda, Paesi Bassi e Regno Unito. La band ha rinviato il tour europeo del 2015 per motivi personali.
Il loro terzo album Westway (The Glitter & the Slums) è stato registrato nel corso di un mese per lo più nei Karma Sound Studios, Bang Saray, Tailandia all'inizio del 2016 ed è stato pubblicato il 30 settembre 2016. L'album ha debuttato al numero uno della Australian Albums Chart, rendendolo il primo album australiano numero uno della band. Il 5 dicembre 2016, la band ha annunciato tramite un post di Facebook che sarebbero andati in pausa indefinita. Più tardi quel giorno, Dylan Frost ha pubblicato uno stato di Facebook sulla pagina della band chiedendo scusa per il suo comportamento e spiegando di essere in lotta con la dipendenza dal alcol. Il 6 dicembre 2016, un articolo pubblicato da The Sydney Morning Herald ha spiegato gli eventi che hanno portato alla pausa. Frost è stato accusato di aver minacciato fisicamente la cantante indigena Thelma Plum dopo un incidente in un pub di Sydney, dove secondo lui avrebbe sputato su di lei. In un post di Facebook cancellato da allora, Plum aveva fatto riferimento a un episodio precedente nel luglio 2016, quando Frost era stato accusato di aver gridato insulti razzisti alla band metal indigena Dispossessed mentre parlavano dell'abuso di bambini nel centro di detenzione per giovani Don Dale.
Il 26 marzo 2018, la band ha utilizzato il proprio account Instagram per pubblicare un'immagine dei cinque membri insieme, con la didascalia Look who is back, annunciando il ritorno dalla loro pausa. Il 30 marzo hanno suonato al Bad Friday, un festival di musica di quartiere tenutosi nell'Inner West di Sydney. Il 13 aprile 2018, hanno pubblicato un singolo di ritorno, Kick On, e hanno annunciato un tour mondiale con spettacoli in Australia, Messico, Stati Uniti, Regno Unito, Germania, Paesi Bassi, Nuova Zelanda e Indonesia. Questo tour include uno spettacolo al Big Top del Luna Park, Sydney.
A cavallo tra il 2019 e il 2020 concludono il tour con una serie di concerti nei palazzetti e le arene australiane e neozelandesi, affiancati dalla band Inglese Will and the People.

## Influenze
La band ha dichiarato che la musica psichedelica reggae è stata influenzata anche da band come The Clash, Pink Floyd e Arctic Monkeys.  Questi ultimi hanno ispirato Frost nella creazione di una propria band.

## Formazione
- Dylan Frost – voce, chitarra ritmica (2008–presente)
- Paddy Cornwall – basso (2008–presente)
- Seamus Coyle – chitarra solista (2008–presente)
- Eric "Beaker Best" da Silva Gruener – batteria, percussioni (2008–presente)
- Daniel "Freddy Crabs" Neurath – tastiere, synth (2009–presente)

## Discografia

### Album in studio
- Caress your soul (2013)
- Land of Pleasure (2014)
- Westway (The Glitter & the Slums) (2016)
- Yours To Keep (2019)
- LEKKERBOY (2022)

### EP
- Helping Hand (2009)
- Extended Play (2010)
- Happy Endings (2011)